# Paralithosia honei
Paralithosia honei là một loài bướm đêm thuộc phân họ Arctiinae, họ Erebidae.